# Provincia Darién
| Provincia Darién               | Provincia Darién                          |
| ------------------------------ | ----------------------------------------- |
| Informații generale            |                                           |
| Nume nativ                     | Provincia de Darién                       |
| Țară                           | Panama                                    |
| Fondare                        | 27 decembrie 1922                         |
| Orașe                          |                                           |
| - Capitală                     | La Palma (4.205 loc.)                     |
| - Coordonate                   | 8°24′36″N 78°9′0″V / 8.41000°N 78.15000°V |
| - Cel mai mare oraș            | Metetí (7.976 loc.)                       |
| Suprafață                      |                                           |
| - Suprafață totală             | 11.896,59 km2                             |
| Cel mai înalt punct            | Cerro Tacarcuma (1.875 m)                 |
| Subdiviziuni                   |                                           |
| - Districte                    | 2                                         |
| - Corregimiente                | 25                                        |
| Populație                      |                                           |
| - Totală                       | 48.378                                    |
| - Densitate                    | 4,1 loc./km2                              |
| Fus orar                       | UTC−5                                     |
| ISO 3166-2                     | PA-5                                      |
| Amplasarea de Darién în Panama |                                           |

Darién este una din cele nouă provincii ale Republicii Panama și se află în sud-estul a țării. Provincia are o suprafață de 11.896,59 km2 și este cea mai mare provincie a Republicii Panama, dar cu o populație de peste 48.000 de locuitori provincia cu cea mai mică densitate medie.

## Geografie
Provincia Darién se învecinează la vest cu oceanul Pacific, la nord cu provincia Panamá și teritoriul Wargandi, la est cu teritoriile Guna Yala și Emberá-Wounaan și cu Columbia și la sud cu Columbia. În sud-vestul țării are teritoriul Emberá-Wounaan o enclavă. Capitala provinciei este La Palma cu o populație de peste 4.000 de locuitori. Orașul este situat la gura de vǎrsare a râului Tuira în golful San Miguel.
La așezarea Yaviza în districtul Pinogana se întrerupe Panamericana pentru 110 km. Legătura între Panama și Columbia încă nu s-a construit din motive politice și de protecția mediului înconjurător.
Provincia Darién a fost fondată pe 27 decembrie 1922, iar teritoriile Emberà-Wounaan și Kuna de Wargandí au fost separate de provincia Darién pe 8 noiembrie 1998 și pe 26 iulie 2000 respectiv.

### Arii protejate
- Parque Nacional Darién

Parque Nacional Darién (Parcul Național Darién) se extinde pe o suprafață de 597.000 în provincia Darién și teritoriul Emberá-Wounaan, fiind cel mai mare parc național din America Centrală. Pe suprafața parcului trăiesc și popoare indigene, precum Emberá și Guna. Parcul a fost fondat pe 27 septembrie 1980 și a fost înscris în 1981 pe lista patrimoniului natural mondial UNESCO.

## Districte
Provincia Darién este împărțită în două districte (distritos) cu 25 corregimiente (corregimientos; subdiviziune teritorială, condusă de un corregidor).
| District             | Suprafață [km2] | Corregimient | Cabecera (Reședință)   |
| -------------------- | --------------- | --- | ---------------------- |
| Districtul Chepigana | 6.995,9         | La Palma, Camoganti, Chepigana, Garachiné, Jaqué, Puerto Piña, Río Congo, Río Iglesias, Sambú, Setegantí, Taimatí, Tucutí, Agua Fría, Cucunatí, Río Congo Arriba, Santa Fe | La Palma               |
| Districtul Pinogana  | 4.900,69        | El Real de Santa María, Boca de Cupe, Paya, Pinogana, Púcuro, Yape, Yaviza, Metetí, Wargandi                                                                               | El Real de Santa María |

## Galerie de imagini

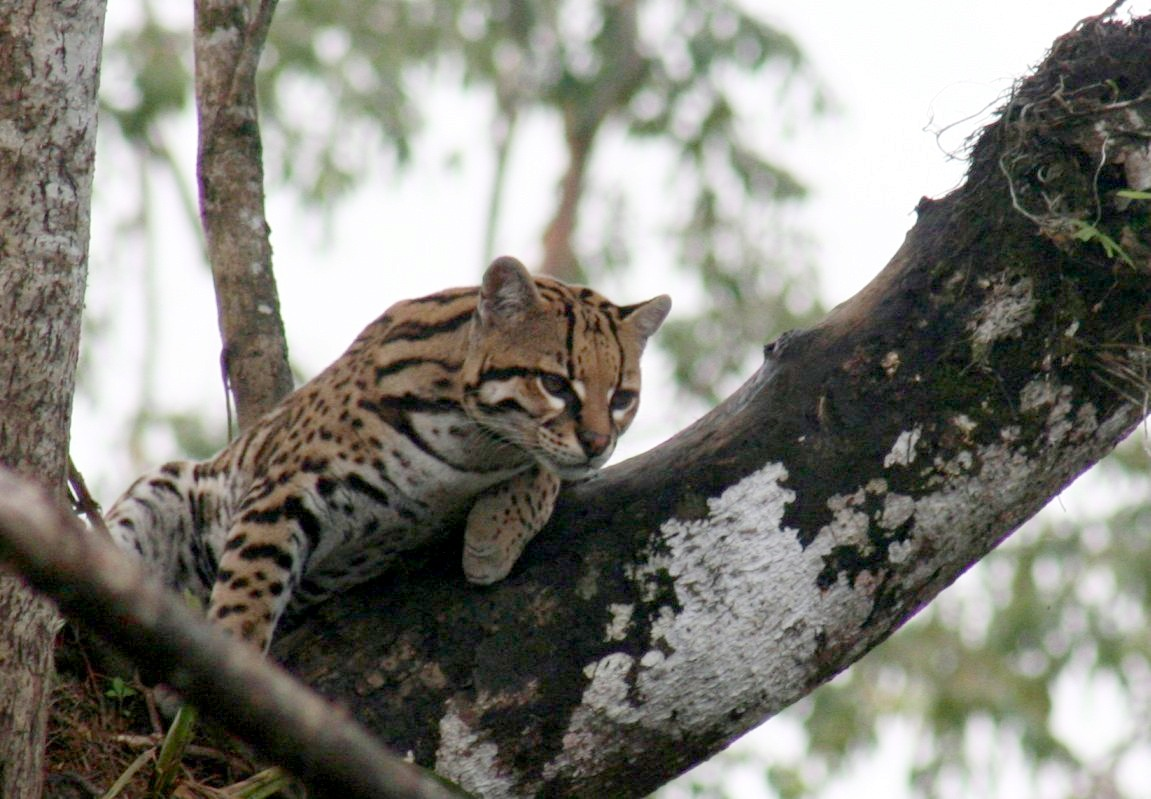
Ocelot (Leopardus pardalis) în Parcul Național Darién
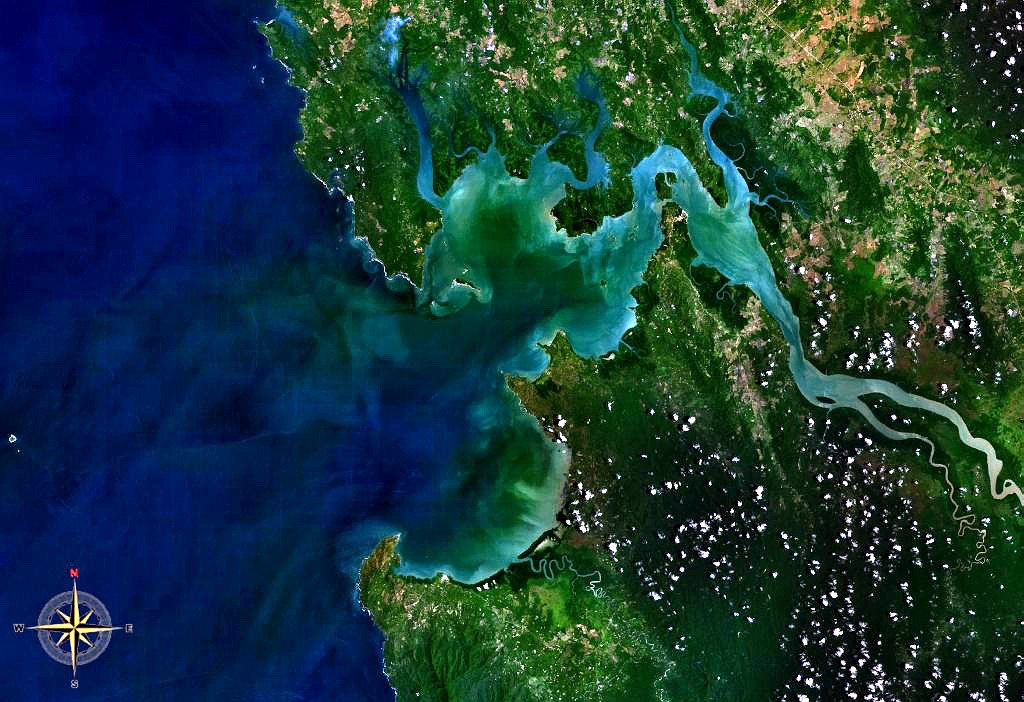
Golful San Miguel
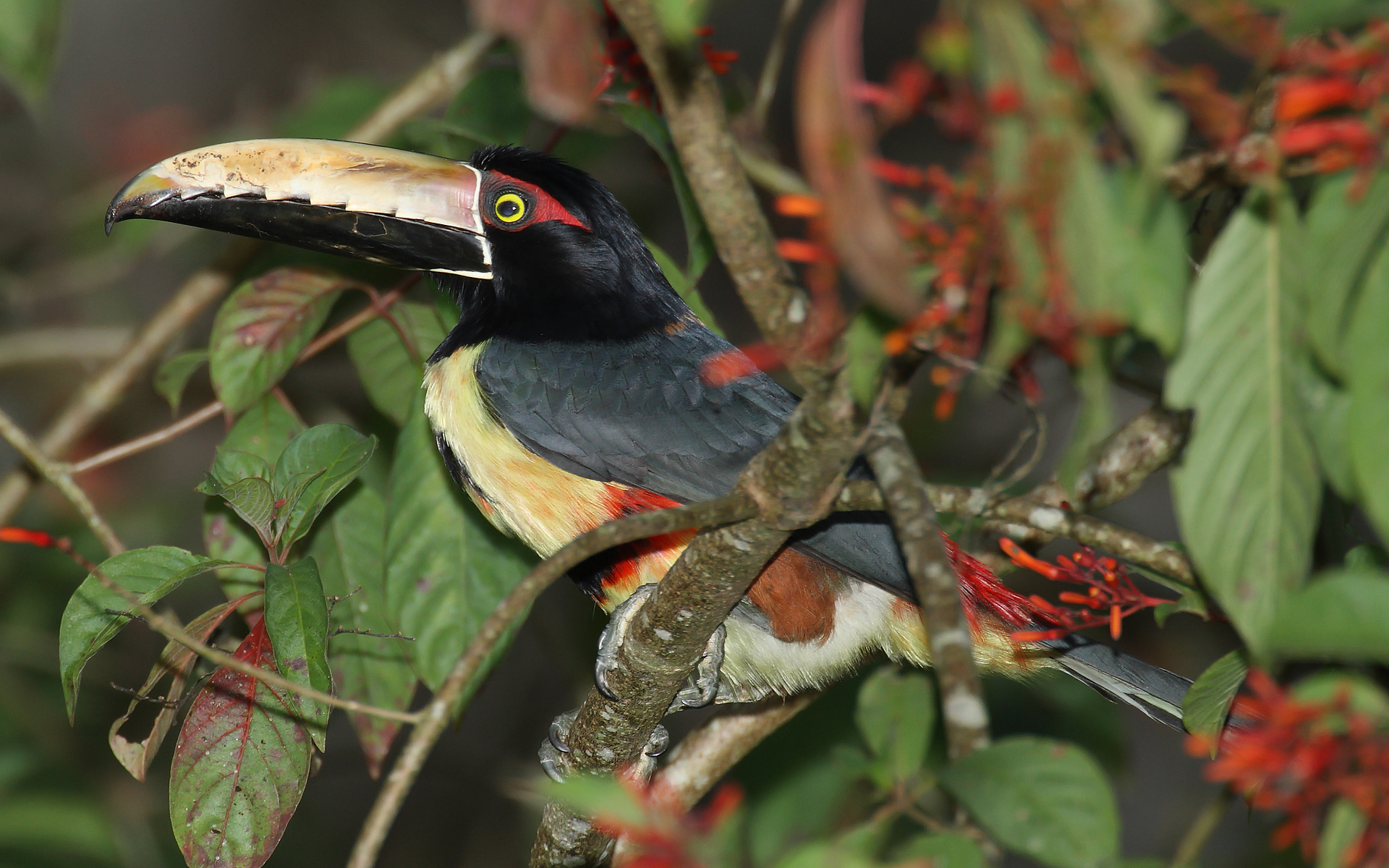
Pteroglossus torquatus în Parcul Național Darién